# Händel-Haus

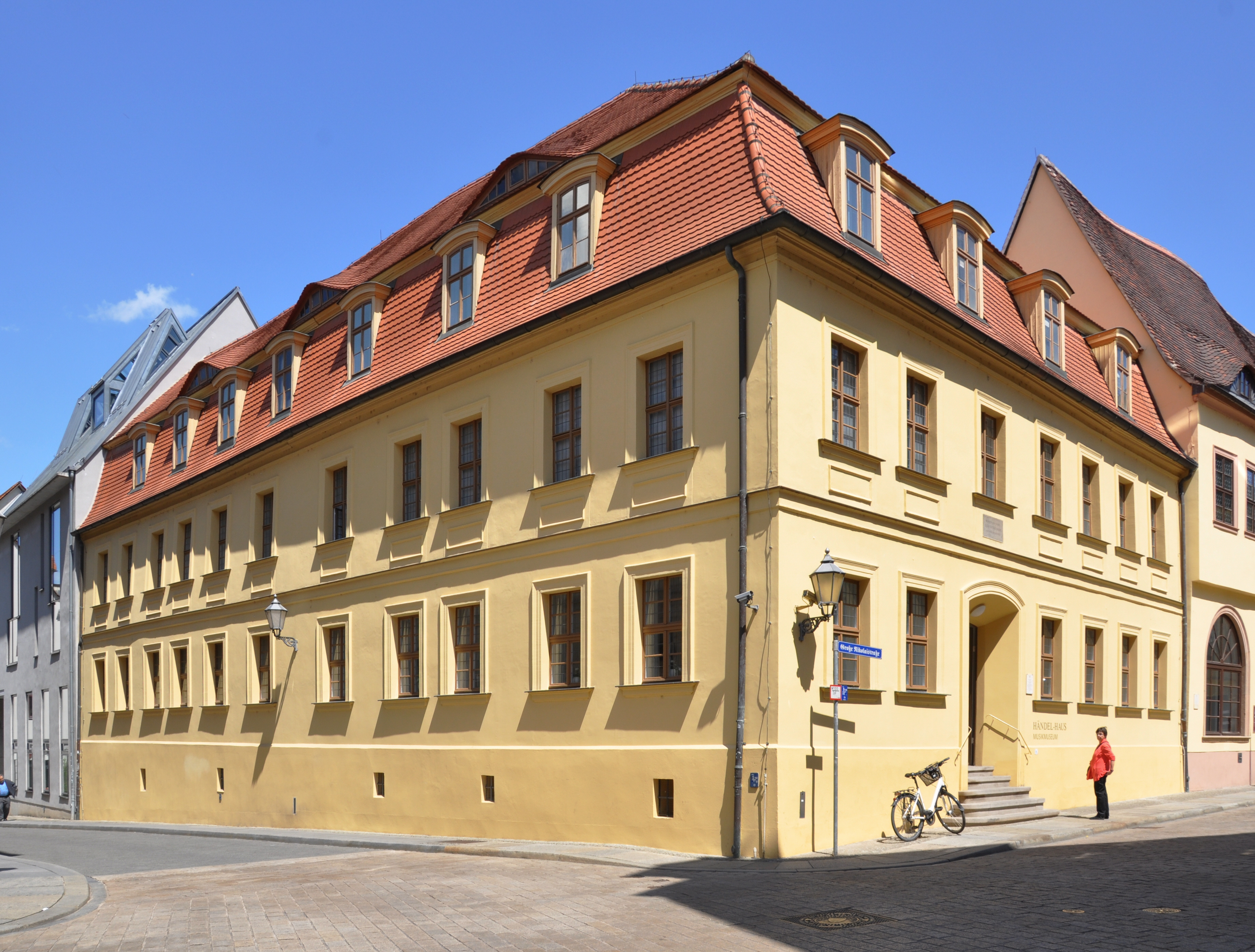
Het Händel-Haus

Het Händel-Haus aan de Große Nikolaistrasse 5 in de Duitse stad Halle is een museum in het geboortehuis van de componist Georg Friedrich Händel, die er geboren werd op 23 februari 1685. Het huis stamt uit 1558 en was al eeuwen in bezit van de familie Händel. Delen van de muren zijn middeleeuws, het grootste deel van het complex komt uit de Renaissance.
In het museum bevinden zich twee permanente exposities. Een van de exposities behandelt het leven van Händel en heeft de naam Händel – der Europäer. De andere expositie gaat over historische muziekinstrumenten. Sinds 2009 is musicoloog Clemens Birnbaum de directeur van het museum. 
Het gebouw is sinds 1937 bezit van de  stad Halle. Het museum werd geopend in 1948 en vergroot in 1985 en 2001. Sinds 2012 beheert het de presentatie van het Wilhelm-Friedemann-Bach-Haus in Halle.
Naast het museum bevinden zich er ook diverse organisaties die betrekking op de componist hebben, zoals de directie van het Händel-Festspiele Halle, die elk jaar dit evenement organiseert.